# Kristian Albertsen
Kristian Albertsen (født 27. februar 1917 i Marstal, død 1. august 1990) var en dansk politiker, der repræsenterede Socialdemokratiet.

## Baggrund
Albertsen var søn af skibsføreren Albert Albertsen og hustru Hermanda Elise Albertsen (f. Hansen). Han blev uddannet manufakturmedhjælper og arbejdede i dette erhverv, indtil han i 1941 fik job som reklamekonsulent ved avisen Social-Demokraten, hvor han senere blev afdelingschef.

## Politisk karriere
Allerede før 2. verdenskrig var Albertsen tilknyttet DSU og havde tillidsposter både der og i HK. Fra 1947 til 1964 sad han i kommunalbestyrelsen på Frederiksberg, og fra 1954 til 1962 var han rådmand. I 1960 blev han første gang valgt til Folketinget, hvor han sad til 1984. Han var i perioden fra 1971 til 1973 formand for det sociale udvalg, og fra 1976 til 1984 var han medlem af Finansudvalget i Folketinget. Fra 1974 til 1976 var han medlem af Europaparlamentet og i 1982 blev han statsrevisor. I 1978 blev han endnu engang valgt til kommunalbestyrelsen på Frederiksberg, og var ved valget Socialdemokratiets borgmesterkandidat. Trods et højt personligt stemmetal blev han ikke borgmester, men blev derimod 2. viceborgmester frem til 1981, hvor han atter trak sig fra kommunalbestyrelsen.

## Privatliv
Privat blev han i 1948 gift på Frederiksberg med afdelingssygeplejerske Mette Bertolt, født den 4. marts 1924 i Høng som datter af forretningsfører Oluf Bertolt og hustru Else Bertolt (f. Brix).